# Donkere parelmoervlinder
De donkere parelmoervlinder (Boloria improba) is een dagvlinder uit de familie Nymphalidae, de vossen, parelmoervlinders en weerschijnvlinders.

## Verspreiding
De soort heeft een klein verspreidingsgebied in het noorden van Scandinavië en komt voor op het grensgebied van Noorwegen, Zweden en Finland. Buiten Europa komt de soort ook in Noord-Amerika voor, in het noordoosten van Alaska en in enkele geïsoleerde populaties in het Canadese deel van de Rocky Mountains, in het zuidwesten van Wyoming en het zuidwesten van Colorado. In Rusland komt de soort voor in het noordoosten, in de regio Tsjoekotka aan de Beringzee.

## Levenswijze
Het vrouwtje van de donkere parelmoervlinder zet de eitjes onder andere af op knolduizendknoop (Polygonum viviparum), maar het is niet duidelijk of dit ook de waardplant is. In Noord-Amerika worden de wilgensoorten Salix arctica en Salix reticulata nivalis als waardplant gebruikt. Het vrouwtje zet de eieren een voor een af en de rupsen eten bladeren. De rupsen groeien langzaam en de ontwikkeling van ei tot vlinder duurt 2 jaar. Rupsen overwinteren eenmaal als ze net uit het ei komen en nogmaals in het vierde stadium. Mannetjes patrouilleren laag in de omgeving van waardplanten op zoeken naar vrouwtjes. Voorafgaand aan de paring vertonen de vlinders een opvallend gedrag waarbij het mannetje het vrouwtje achtervolgt terwijl ze kleine stukjes fladderen en als sprinkhanen achter elkaar aan springen.
De vliegtijd is van eind juni tot begin augustus.

## Biotoop
De vlinder leeft in Europa op grazige plekken op beschutte hellingen en in Noord-Amerika en Azië ook op vochtige toendra’s op plaatsen waar genoeg waardplanten groeien.

## Ondersoorten
Van de donkere parelmoervlinder zijn inclusief de nominaat 4 ondersoorten bekend:
Boloria improba acrocnema komt alleen voor in de San Juan Mountains in het zuidwesten van Colorado en geldt als ernstig bedreigd omdat er slechts een zeer kleine populatie leeft in een klein gebied. De populatie van deze ondersoort wordt intensief gevolgd en er worden acties ondernomen om de ondersoort en haar leefgebied te behouden.
B. improba harryi komt voor in de Wind River Mountains in het zuidwesten van Wyoming.
B. improba improba komt voor in Alaska en het noordwesten van Canada. In Siberië waargenomen meer geel gekleurde individuen (de zogenaamde forma youngi) worden ook tot de nominaat gerekend.
B. improba improbula komt voor in het noorden van Scandinavië.

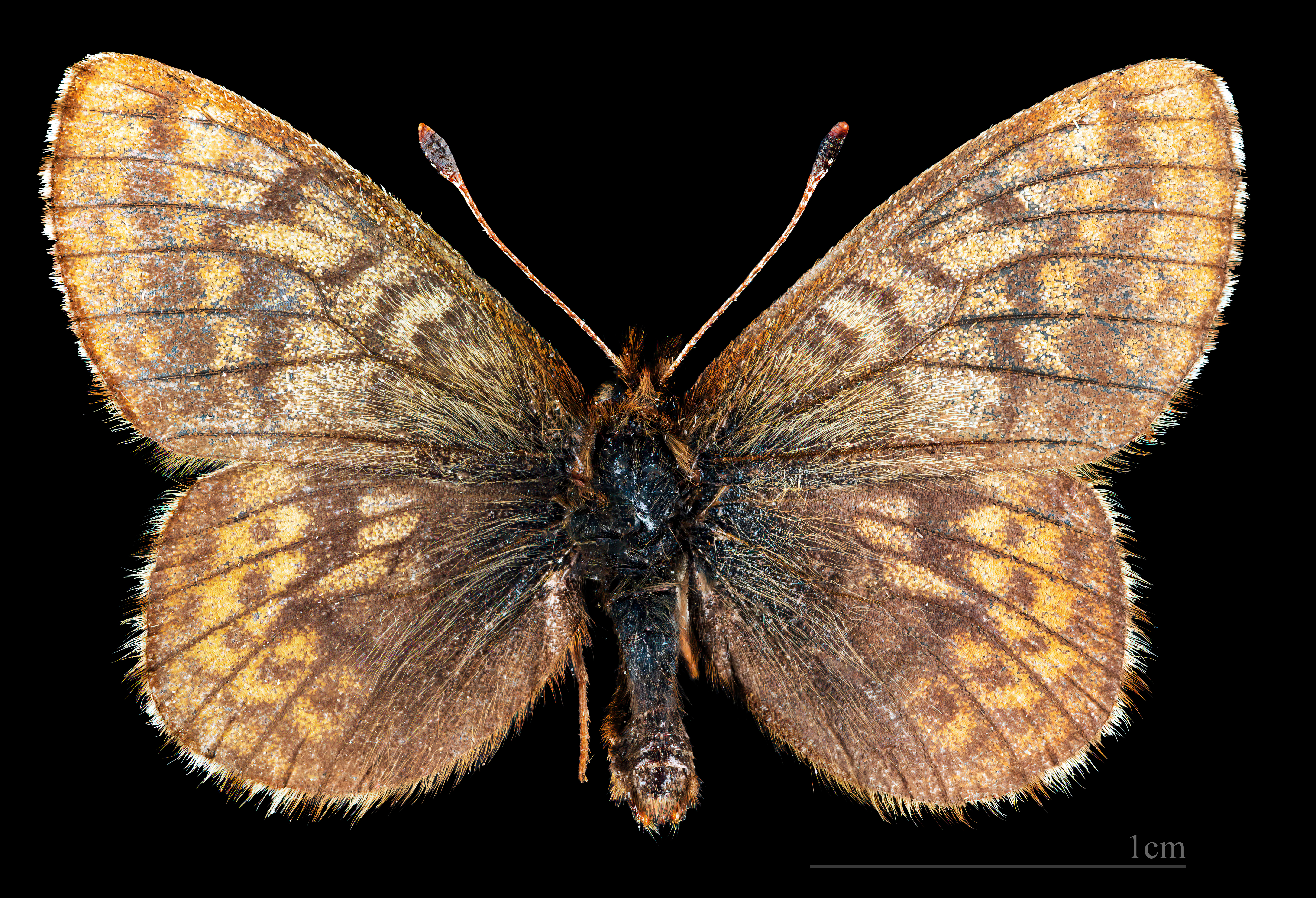
Boloria improba improbula ♂
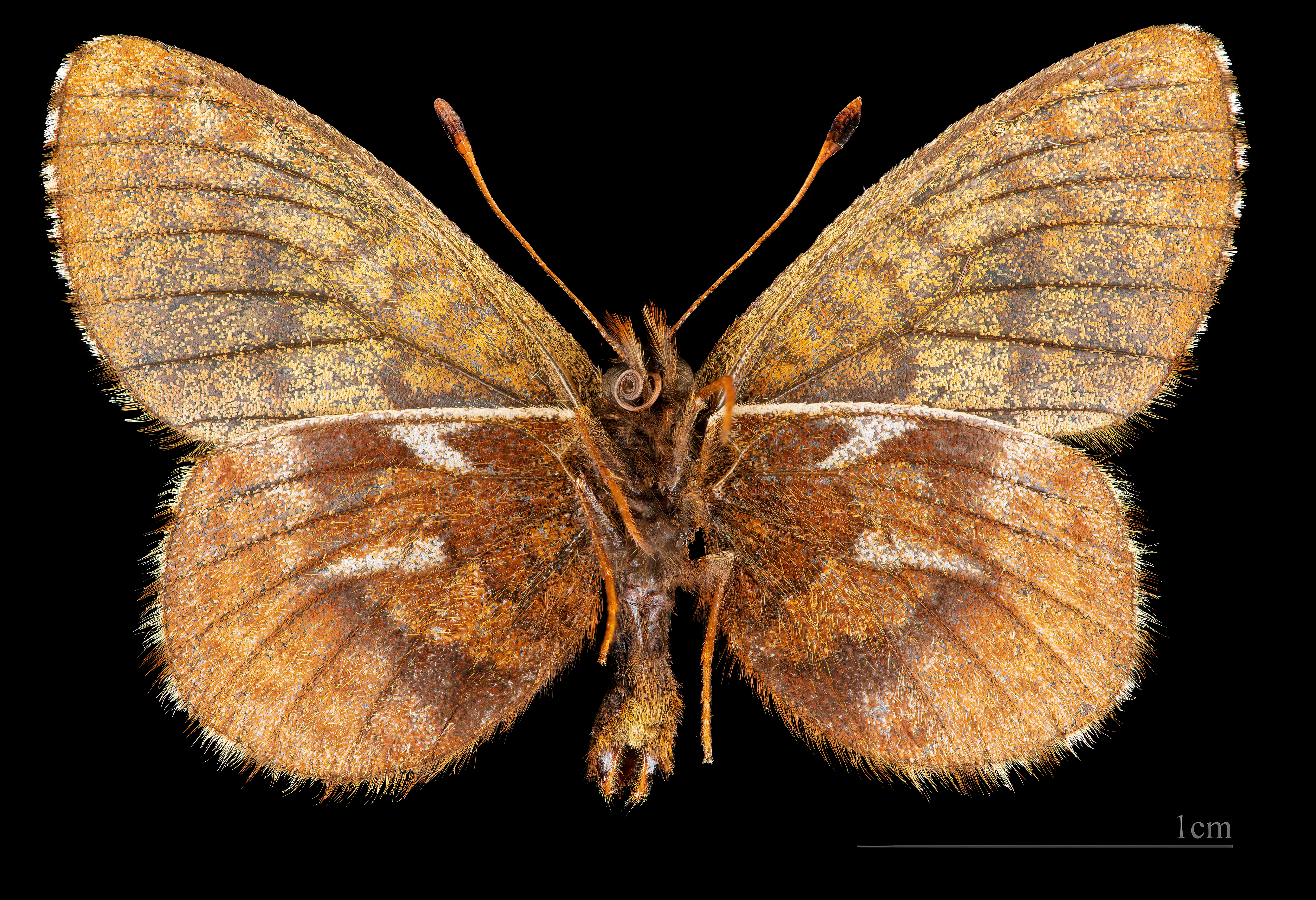
Boloria improba improbula ♂  △